# قصر بكنغهام
قصر باكنغهام (بالإنجليزية: Buckingham Palace) هو المقر الرسمي لملوك بريطانيا. يقع في لندن، ويعتبر مكاناً لجل الأحداث المتصلة بالعائلة البريطانية المالكة، ومكاناً لانعقاد العديد من الإجتماعات وزيارات قادة الدول، إضافة لكونه نقطة جذب سياحية رئيسية.
يعتبر القصر مزار جذب سياحي ونقطة محورية للشعب البريطاني في لحظات الفرح والأزمات والمتاعب، من هناك أيضا تصدر جل التصريحات الصحفية التابعة للمكاتب الملكية.
تم الإنتهاء من أول منزل تم بناؤه على موقع في سنة 1624، بناءً على أوامر سير وليم بلاك، على الرغم من أن هذا كان بداية لفترة مختلطة جدا ومثيرة للجدل للغاية بالنسبة للموقع، فقد استمرت الحجج القانونية، والوثائق المفقودة وفجوات من الموافقة الملكية والارتباك حول الملكية الحقيقية للموقع لعدة سنوات، ومع ذلك، كان المبنى الرئيسي الأول الذي نصب في الحدود الحالية لقصر باكنغهام هو بيت جورينج على الرغم من أنه بعد ذلك أحرق في 1674، بيت أرلينغتون هو الآن الجناح الجنوبي من القصر. بالرغم من أنه مقر للكثير من المناسبات الرسمية وحفلات الاستقبال التي تعقدها الملكة، ويحتوي القصر على غرف الدولة التي تفتح للزوار كل عام.
عام 1703 قرر دوق باكنجهام ونورماندي إنشاء منزل كبير على الأرض، والذي يشكل جزءاً كبيراً من قصر باكنجهام اليوم.
عام 1761 بيع منزل باكنجهام للملك جورج الثالث مقابل 21,000 جنيه إسترليني.
لم يكن القصر حتى عام 1837 عندما اعتلت الملكة فيكتوريا العرش مسؤولاً عن الإقامة الملكية الرئيسية كما هو الآن، عندما تزوجت الملكة فيكتوريا الأمير ألبرت في عام 1840 أخذ على عاتقه تنظيم حالة التوظيف في مقر الهيئة الملكية الرئيسي الحالي تماماً وشاهدنا ظهور قصر باكنغهام الذي نعرفه اليوم.

## التاريخ

### ما قبل 1624
في العصور الوسطى، شكل موقع القصر المستقبلي جزء من قصر إيبوري (يسمى أيضًا إيا). كانت الأرض المستنقعية تسقى عبر نهر تايبورن، الذي ما يزال يتدفق أسفل فناء القصر وجناحه الجنوبي. ويكبر حجم قرية آي كروس حيث يصبح النهر ضحلًا (عند كاو فورد). تغيرت ملكية القصر عدة مرات، فكان من بين ملاكه الملك إدوارد المعترف وإيديث من ويسكس وفي أواخر العصور الساكسونية، وويليام الفاتح بعد غزو النورمان لإنجلترا. منح ويليام الموقع إلى جيفري دي ماندفيل، الذي ورّثه لرهبان دير ويستمنستر.
في عام 1531، حصل الملك هنري الثامن على مشفى القديس جيمس، الذي أصبح قصر القديس جيمس، من جامعة إيتون، وفي عام 1536 حصل على قصر إيبوري من دير ويستمنستر. أعادت تنقلات الملكية هذه موقع قصر بكنغهام إلى الأيدي الملكية للمرة الأولى منذ أن تخلى عنها ويليام الفاتح قبل نحو 500 عام. واستأجره العديد من الملاك من ملاك الأراضي الملكيين، وكان الملك الصرف خاضعًا لمضاربة محمومة خلال القرن السابع عشر. بحلول تلك الفترة، كانت قرية آي كروس القديمة قد شهدت تدهورًا لفترة طويلة، وكانت غالبية المنطقة أرض بور. مع الحاجة إلى المال، باع جيمس السادس والأول جزء من الملك الصرف للتاج، إلا أنه احتفظ بجزء من الموقع الذي أسس عليه حديقة توت أبيض تبلغ مساحتها 4 إكرات (1.6 هكتار) لإنتاج الحرير (على الزاوية الشمالية الغربية للقصر في يومنا هذا). يشير كليمنت ووكر في كتابه الكنيسة الخارجة عن القانون (1649) إلى «بؤر رذيلة وفساد في حديقة مولبيري في حديقة القديس جيمس»، ويشير ذلك إلى أنه من المحتمل أنها كانت مكانًا للدعارة. في نهاية المطاف، في أواخر القرن السابع عشر، ورث الملك الصرف من قبل عشيقة ثري الملكيات هيو أودلي ماري ديفيز.

### البيوت الأولى على الموقع (1624 - 1761)
ربما كان أول بيت يشيد ضمن الموقع هو بيت ويليام بليك، نحو العام 1624. كان المالك الثاني جورج غورينغ، الإيرل الأول لنوريتش، الذي وسع منزل بليك منذ العام 1633، والذي بات يعرف باسم بيت غورينغ، وحسن جزء كبيرًا مما هو اليوم حديقة القصر، والتي كانت تعرف آنذاك باسم حديقة غورينغ الكبرى. إلا أنه لم يحصل على فائدة ملك صرف في حديقة مولبيري. في عام 1640 «فشلت الوثيقة في أن تمر بالختم العظيم قبل فرار تشارلز الأول إلى لندن، والتي كانت تحتاجه من أجل التنفيذ القانوني». وكانت تلك المسألة الحاسمة التي ساعدت العائلة الملكية البريطانية على استعادة الملك الصرف في ظل حكم الملك جورج الثالث. حين عجز غورينغ قصير النظر عن سداد الإيجار، تمكن هنري بينت، الإيرل الأول لأرلينغتون، من شراء عقد إيجار منزل غورينغ وكان يقطنه حين انهار البيت جراء حريق في عام 1674، الذي بنى بعده في السنة التالية بيت أرلينغتون على الموقع، وهو موقع الجناح الجنوبي للقصر في يومنا هذا. في عام 1698، آل الإيجار لجون شيفيلد. وأصبح لاحقًا أول دوق لبكنغهام ونورمانبي. بني بيت بكنغهام لشيفيلد في عام 1703 وفقًا لتصميم ويليام ويند. وكان الطراز المختار مجمعًا وسطيًا كبيرًا من ثلاثة طوابق مع جناحي خدمة على الجوانب أصغر حجمًا. وبيع المنزل في نهاية المطاف من قبل ابن بكنغهام غير الشرعي، تشارلز شيفيلد، في عام 1761 للملك جورج الثالث مقابل 21 ألف جنيه إسترليني. وكانت صلاحية عقد استغلال شيفيلد لموقع حديقة مولبيري، الملك الصرف الذي كان ما يزال مملوكًا من قبل العائلة الملكية، تنتهي في عام 1774.

### من بيت الملكة إلى قصر (1761 - 1837)
في ظل الاستملاك الملكي الجديد، كان الهدف الأصلي من المبنى أن يكون استراحة خاصة للملكة تشارلوت، وبناء على ذلك عرف باسم بيت الملكة. بدأت إعادة تصميم المبنى في عام 1762. وفي عام 1775، حسم قانون برلماني الملكية للملكة تشارلوت مقابل حقوقها في بيت سومرست القديم المجاور، وولد فيه 14 ولدًا من أصل 15 أنجبتهم. نقل بعض الأثاث من بيت تشارلتون وجرى شراء بعض الأثاث الآخر من فرنسا في أعقاب الثورة الفرنسية لعام 1789. وفي حين بقي قصر القديس جيمس مقر الإقامة الرسمية والاحتفالية، استخدم اسم «قصر بكنغهام» منذ العام 1791 على الأقل.
بعد اعتلائه العرش في عام 1820، واصل الملك جورج الرابع الترميم بهدف إقامة منزل مريح صغير. إلا أنه في عام 1826، وفي حين كان العمل جاريًا، قرر الملك تعديل المنزل إلى قصر بمساعدة مهندسه المعماري جون ناش. صممت الواجهة وفقًا لتفضيل جورج الرابع لعمارة وفق الطراز النيوكلاسيكي الفرنسي. تزايدة كلفة الترميمات بصورة كبيرة، وبحلول العام 1829 أفضى بذخ تصاميم ناش إلى إعفائه من مهامه كمهندس معماري. عند وفاة جورج الرابع في عام 1830، عين شقيقه الأصغر سنًا ويليام الرابع إدوارد بلور لإتمام العمل. لم ينتقل ويليام إلى القصر، وفضل بيت كلارينس. وبعد تدمير قصر ويستمنستر جراء حريق في عام 1834، عرض تحويل قصر بكنغهام إلى بيت جديد للبرلمان، إلا أن عرضه قوبل بالرفض.

## مواصفات المبنى
يبلغ طول واجهة القصر 108 متراً ويبلغ عمقه 120 متراً (بما في ذلك الساحة المربعة المركزية) وارتفاعه 24 متراً، يوجد بالقصر 775 غرفة، تشتمل على 19 غرفة دولة، و52 غرفة ملكية وغرف للضيوف، و188 غرفة للموظفين، و92 مكتباً، و78 حماماً.

## الأهمية

### الأهمية السياسية
القصر هو مبنى خاص بالعمل إلى حد كبير، وهو يعد الدعامة الأساسية للنظام الملكي الدستوري في بريطانيا، ويضم مكاتب أولئك الذين يدعمون نشاطات يومية، وواجبات الملكة ودوق أدنبرة وأسرهم، وهو أيضاً المقر الرسمي لانعقاد الاحتفالات الملكية الكبيرة، والزيارات الخارجية، والتعيينات التي تنظمها الأسرة المالكة، غرف الدولة تشكل نواة القصر كمقر للعمل.

### الأهمية التراثية
زين قصر باكنجهام بالعديد من التحف الفنية التي لا تقدر بثمن، والتي تشكل جزءاً من المجموعة الملكية، أحد أهم المجموعات الفنية في العالم، لكن هذا لم يجعل منه متحفاً أو معرضاً فنياً.

## زيارات القصر
أكثر من 50,000 شخص يزورون القصر سنوياً كمدعوين إلى ولائم، أو وجبات الغداء أو العشاء، أو حفلات الاستقبال، أو احتفالات الحديقة الملكية.

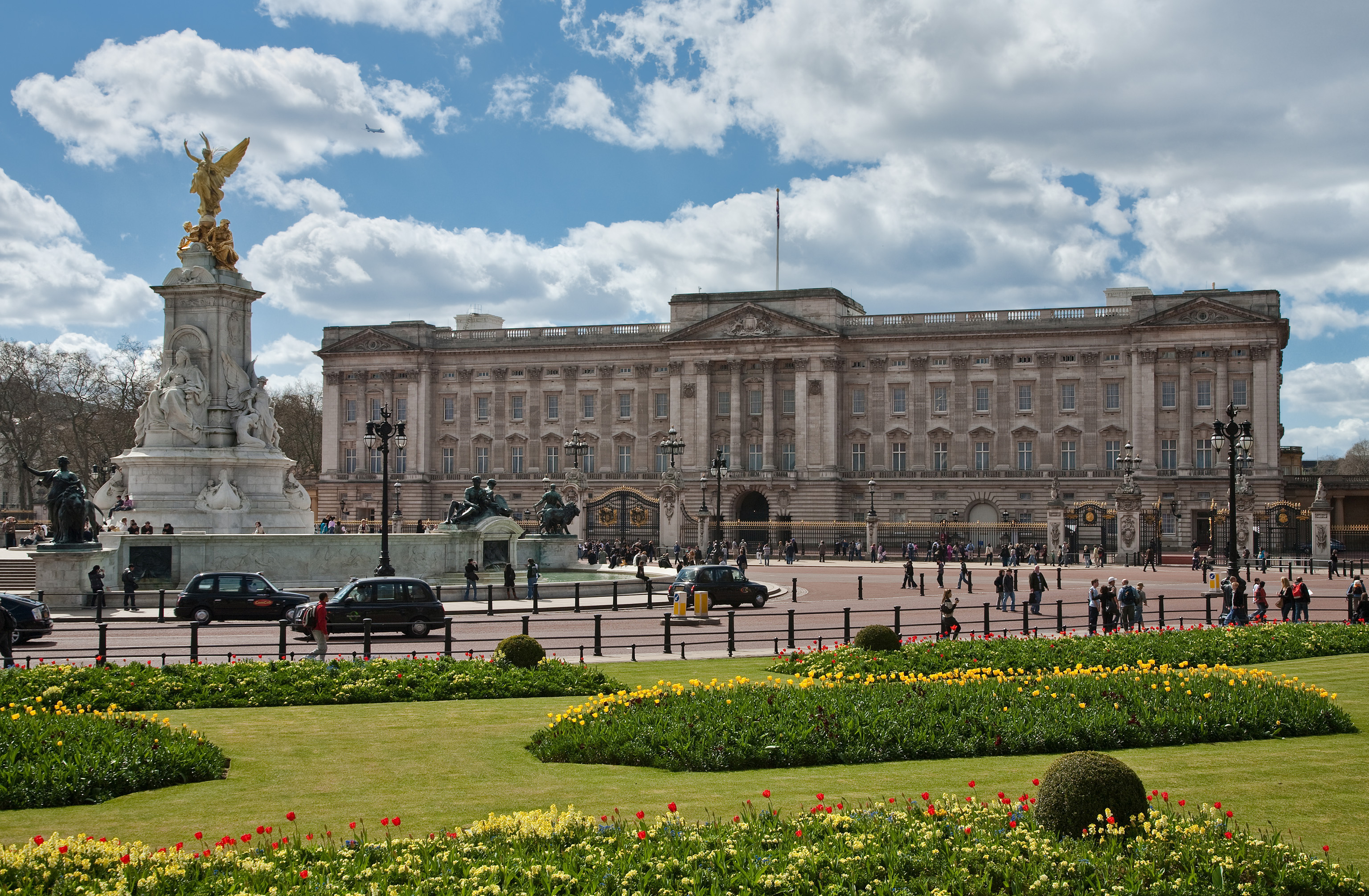
قصر بكنغهام في 2009

بالنسبة لأولئك الذين يتلقون دعوة لقصر باكنغهام، الخطوة الأولى عبر العتبة تكون داخل القاعة الكبرى ثم صعود الدرج الرخامي المقوس في الدرج الكبير، لا يزال يتم وضع لوحات في الجدران، كما كان في عهد الملكة فيكتوريا.